# Прямоходовий однотактний перетворювач
Прямоходовий однотактний перетворювач використовують як імпульсне джерело живлення схеми, який використовується для отримання ізольованої і контрольованої напруги постійного струму від джерела живлення постійного струму. Прямоходовий перетворювач може працювати як трансформаторний понижуючий або підвищуючий перетворювач. З недоліків він має додаткову індуктивність на виході, що не дуже добре для високих вихідних напруг. Прямоходовий перетворювач має перевагу в порівнянні з перетворювачем зворотного ходу, коли потрібні високі вихідні струми. Так як вихідний струм не є пульсуючим, він добре підходить для застосувань, де струм перевищує 15А.

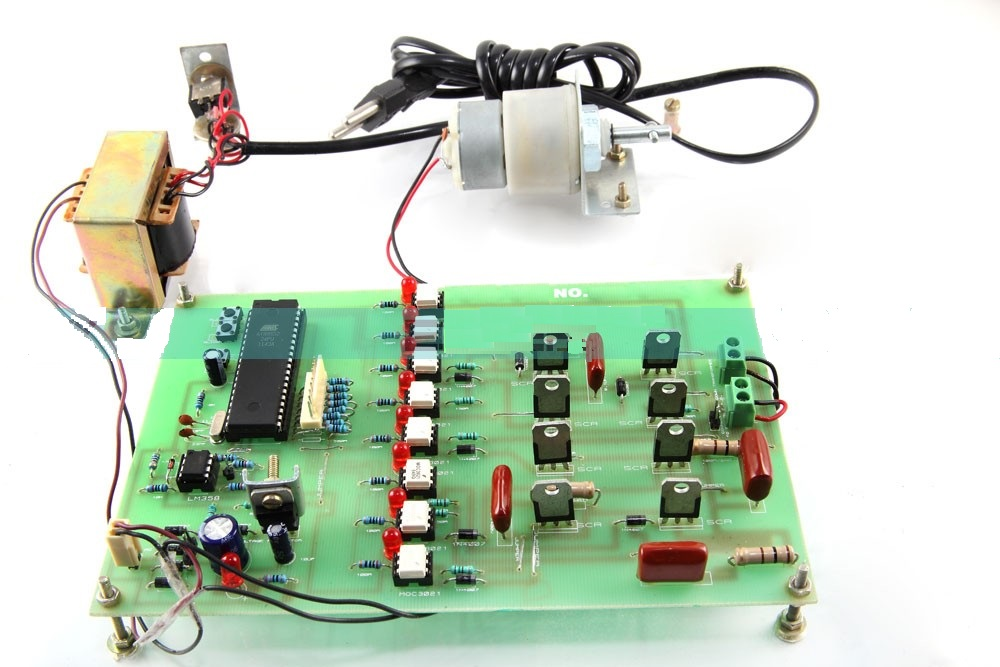
Прямоходовий перетворювач з використанням тиристора

## Вступ
Прямоходовий одноконтактний перетворювач використовують як перетворювач DC/DC, який використовує трансформатор, щоб збільшити або зменшити вхідну напругу в залежності від коефіцієнта трансформатора. При наявності декількох обмоток можна одночасно досягти значно вищі підвищення або пониження напруг на виході. На Рисунку 1 показана базова конструкція перетворювача. У той час, коли енергія тимчасово зберігається з перетворювачем зворотного ходу, перш ніж він буде переданий на вторинну обмотку в прямому перетворювачі, енергія передається безпосередньо між первинною і вторинною сторонами.

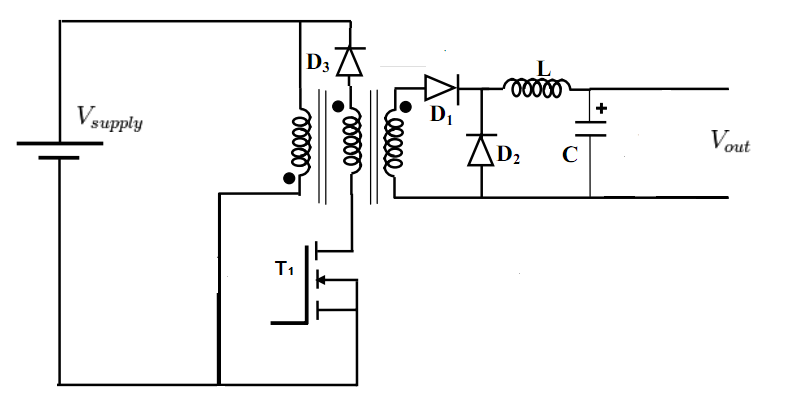
Рисунок 1Базовий прямоходовий одноконтактний перетворювач

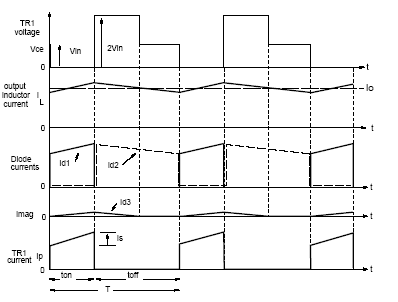
Рисунок 2Графік роботи базового прямоходового одноконтактного перетворювача

## Принцип роботи
Найпростіший варіант представлений на рисунку 1. Під час фази виключення струму намагнічування подається назад через діод D1 через допоміжну обмотку. Припустимо, що кількість витків, використовуваних для допоміжної обмотки, як правило, таке ж, що використовується для первинної обмотки. Це означає, що той же самий час потрібно як для розмагнічування, так и для намагнічування. Таким чином, перетворювач може керуватися при максимальному робочому циклі 50%.
Коли Т1 закритий існує та сама полярність для обох точок діаграми  схеми таким чином, що діод D2 пропускає струм.
Якщо перемикач T1 тепер відкритий, струм не може продовжувати текти в первинній обмотці. Полярність магнітних компонентів змінюється так, що D2 блокується на вторинній обмотці. Дросель L, в даний час передає накопичену енергію в навантаження через D3. Струм, що протікає через дросель знову зменшується лінійно.
Для того щоб знизити залишкову індукцію і вберегти магнітопровід однотактного прямоходового перетворювача від заходу петлі гістерезісу в область насичення, в ньому на шляху магнітного потоку зазвичай створюють немагнітний зазор. Якщо цього заходу буде недостатньо або введення зазору неприпустимо через зниження магнітної проникності, на магнепровід можна прокласти додаткову обмотку рекуперації, підключену до джерела живлення перетворювача через діод, завдяки чому протягом зворотного ходу енергія, запасена в магнітному полі, повернеться в джерело живлення.
У той час як вихідна напруга перетворювача зворотного ходу теоретично нескінченна, максимальна вихідна напруга прямого перетворювача обмежується на трансформаторі за співвідношенням:
```
                                   

  

    

      

        

          

            

              
U

              
o

              
u

              
t

            

            

              
U

              
s

              
u

              
p

              
p

              
l

              
y

            

          

        

        
=

        
D

        
⋅

        

          

            

              
N

              

                
s

              

            

            

              
N

              

                
p

              

            

          

        

      

    

    
{\displaystyle {\frac {Uout}{Usupply}}=D\cdot {\frac {N_{s}}{N_{p}}}}

  

```

Uout— напруга на виході;
Usupply— напруга на вході;
D—тривалість циклу широко імпульсної модуляції;
Ns та Np — кількість витків відповідно у вторинній та первинній обмотках.
На виходах втік-витік або колектор-емітер ключового транзистора однотактного прямоходового перетворювача під час роботи виникають імпульси напруги прямокутної форми. Імпульси струму, що протікають через первинну обмотку трансформатора, мають форму прямокутної трапеції, причому амплітуда плавно зростає від фронту до спаду імпульсу. Форму можна уявити як прямокутник, на який помістили прямокутний трикутник. Таку ж форму мають імпульси струму, що протікають по первинних обмотках двохтактній полумостовій, мостових і push-pull перетворювачів. 

## Класифікація перетворювачів
Залежно від інтервалу передачі енергії в навантаження розрізняють прямоходові і зворотньоходові схеми.  
У прямоходового перетворювача  інтервал відкритого стану силового ключа збігається з інтервалом передачі енергії в навантаження, а у зворотньоходового перетворювача  інтервал зворотного стану ключа не збігається з інтервалом передачі енергії в навантаження. 
- Прямоходовий однотактний перетворювач
- Зворотньоходовий однотактний перетворювач
- Двотактний двотранзисторний прямий перетворювач
- Двотактний двотранзисторний зворотньоходовий перетворювач

Для поліпшення параметрів однотактних перетворювачів використовують спарені однотактні перетворювачі, що зменшують габарити трансформатора до рівня двотактних перетворювачів.
Для кращого використання трансформатора за індукцією , тобто збільшення ΔВ практично до (-Вs,+Вs) необхідно мати ланцюг для протікання струму розмагнічування магнепровода, що створює негативну напруженість, коли транзистор знаходиться в режимі відсічки. В цьому випадку можна забезпечити ΔВ=2Вs, як і в двухтактній схемі інверторів. Розглянемо деякі різновиди схем прямоходових перетворювачів.
1  Напівмостова схема
- Перевагою цієї схеми є зменшена напруга на елементах схеми та відсутня обмотка розмагнічування

2  Схема спареного перетворювача

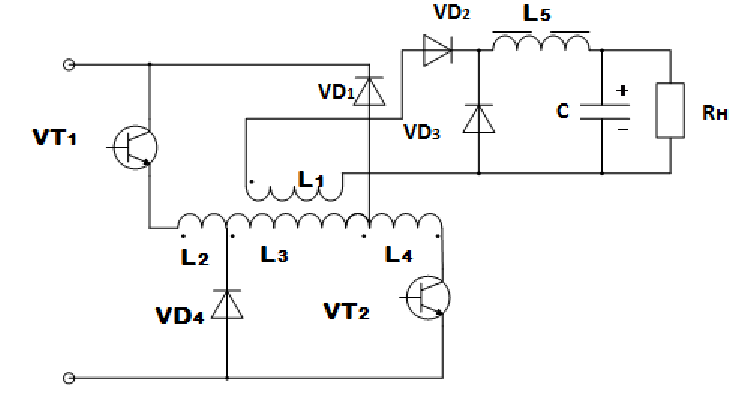
Рисунок3Напівмостова схема

- Перевага-збільшений коефіцієнт заповнення імпульсів на вході фільтру

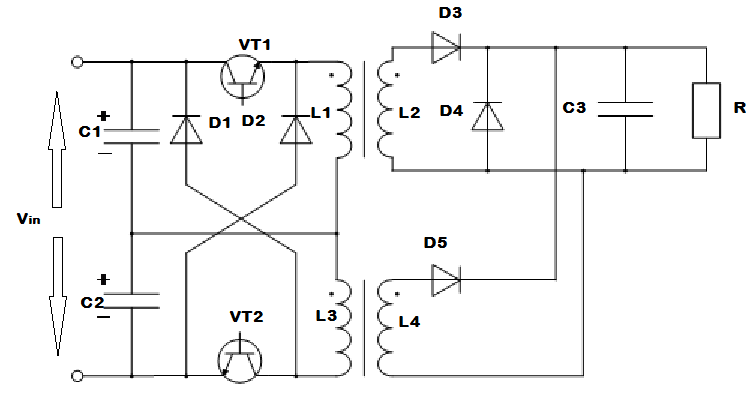
Рисунок4Спарений перетворювач

3  Схема прямого інвентора зі збільшеним розмахом індукції

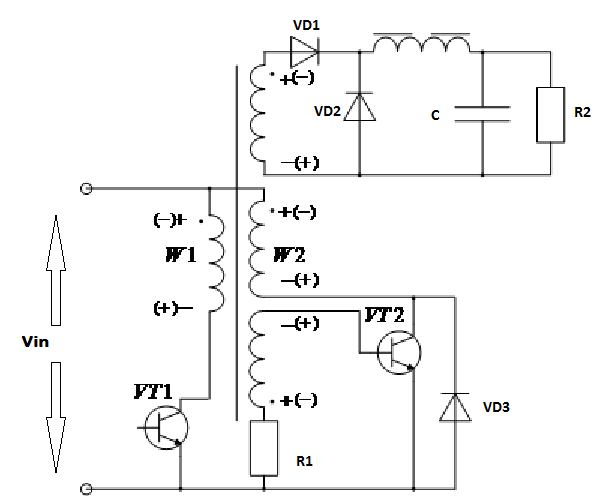
Рисунок5Прямоходовий інвертор зі збільшеним розмахом індукції

## Двотактний двотранзисторний прямий перетворювач

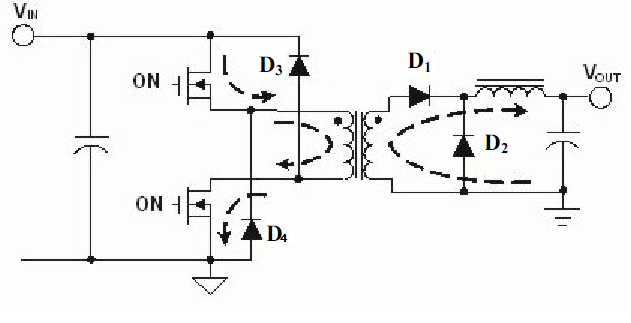
Рисунок6 Схема двотактного двотранзисторного прямого перетворювача

На рисунку 3 показано два перемикача в топології перетворювача. Вторинний контур точно такий же, як і в топології з одним транзистором. Проте, силовий трансформатор спрощується за рахунок усунення третини скидання обмотки, тим самим знижуючи вартість трансформатора. В первинному контур в даний час працюють два MOSFET перемикачі, з яких оригінальний Q1 залишається  як в топології з одним вимикачем. MOSFET Q2 знаходиться послідовно між VIN та високою  стороно первинної обмотки трансформатора. Оригінальний діод D3, тепер знаходиться між високовольтною стороною первинної обмотки трансформатора та  поверненим вхідним сигналом, а другий доданий діод, D4, розміщується між входом і низькою стороною первинної обмотки трансформатора.

## Переваги та недоліки

### Переваги
- наявність лише одного ключового транзистора
- магнепровід імпульсного трансформатора має менші габарити, ніж магнепровід трансформатора однотактного зворотньоходового перетворювача за інших однакових умов експлуатації та близьких режимах роботи

### Недоліки
Основним недоліком однотактного прямоходового перетворювача є підмагнічування осердя, викликане несиметричним циклом перемагнічування петлі гістерезісу. Через це ККД такого перетворювача зазвичай менше, ніж у двотактних перетворювачів з симетричним перемагнічуванням імпульсного трансформатора.
Принципова неможливість використання ефективних систем симетрування в однотактних перетворювачах є недоліком. Граничну петлю гістерезісу магнепроводу  однотактного прямоходового перетворювача може врятувати тільки швидкодіюча система захисту, в іншому випадку вони будуть виведені з ладу. У закритому ключовому транзисторі прикладена подвійна напруга живлення перетворювача і напруга індуктивного викиду, що накладає певне обмеження на вибір компонента.